# Maják Fidra
Maják Fidra stojí na skotském ostrově Fidra u North Berwick. Maják byl ve správě Northern Lighthouse Board (NLB) v Edinburghu, organizace pro námořní pomoc na skotském pobřeží. Od roku 2013 spadá pod správu Forth Ports. Maják je kulturní památkou Skotska.

## Popis
Maják navádí lodě do Firth of Forth. Maják byl navržen a postaven skotskými inženýry z Northern Lighthouse Board Davidem Alanem Stevensonem (návrh) a Thomasem Stevensonem (výstavba) v roce 1885. Jedná se o 17 m vysokou válcovou věž s ochozem a lucernou. Cihlová budova je bílá s vodorovným hnědým pruhem pod černou lucernou. Maják se nachází v severozápadním cípu ostrova a je přístupný pouze lodí.
V roce 1970 byl přestavěn na bezobslužnou automatickou stanici, elektrická energie je přiváděna podmořským kabelem z pevniny. Byl jako první maják společnosti Northern Lighthouse Board automatizován. 
Ostrov byl údajně inspirací pro Stevensonovu knihu Ostrov pokladů. Stejně jako Bass Rock je Fidra významným hnízdištěm mořských ptáků, které spravuje Royal Society for the Protection of Birds (Královská společnost pro ochranu ptáků) jako přírodní rezervaci Fidra (Fidra Nature Reserve).

## Data
- Výška světla: 34 m n. m.
- Dosvit: 24 nm
- Charakteristika: Fl(4) W 30s (čtyři bílé záblesky v délce 2,7 s vysílané v intervalu každých 30 s)
- Výška věže: 17 m
- Svítivost 90 000 cd[7]

Označení
- ARLHS: SCO-080
- Admirality: A2868
- NGA: 2352